# Hulk Hogan
Terry Gene Bollea (bolje znan kot Hulk Hogan), ameriški poklicni rokoborec, * 11. avgust 1953, † 24. julij 2025.
Najbolj znan je bil po svojem delu v WWE in World Championship Wrestling. Hogan, znan po svoji ekstravagantnosti, mogočni postavi, značilnih blond podkvastih brkih in bandanah, je bil splošno priznan kot najbolj prepoznavna zvezda borilnih športov na svetu, najbolj priljubljen borec 80. let in eden največjih profesionalnih borcev vseh časov.
Hogan je svojo profesionalno rokoborsko kariero začel leta 1977, vendar je svetovno priznanje pridobil šele decembra 1983 po podpisu pogodbe z World Wrestling Federation (WWF, danes WWE). Tam je njegova osebnost tipičnega ameriškega heroja pomagala pri izjemni razširitvi profesionalne rokoborbe v 80. letih, ko je bil glavna zvezda na osmih od prvih devetih izdaj (1, 2, 3, 5, 6, 7, 8 in 9) WrestleManie, najpomembnejšega letnega dogodka WWF. Hogan je bil tudi redna glavna zvezda Saturday Night's Main Event in njegovega spin-offa The Main Event. V svojem prvem obdobju je bil petkratni prvak WWF, njegovo 1474-dnevno vladanje pa je bilo najdaljše v zgodovini WrestleManie. Bil je prvi rokoborec, ki je zmagal v zaporednih tekmah Royal Rumble, in sicer v letih 1990 in 1991. Rekorden je bil tudi njegov dvoboj z Andréjem Velikanom na WWF The Main Event 5. februarja 1988 in še vedno drži rekord v gledanosti za rokoborski spopad na ameriški televiziji z Nielsenovo oceno 15,2 in 33 milijoni gledalcev.
Leta 1993 je Hogan zapustil WWF, da bi nadaljeval kariero v filmu in televiziji. Nazaj v ring ga je privabila konkurenčna promocijska organizacija World Championship Wrestling (WCW), s katero je podpisal pogodbo leta 1994. Naslov svetovnega prvaka WCW v težki kategoriji je osvojil šestkrat in drži rekord za najdaljše vladanje. Leta 1996 je doživel renesanso kariere, ko je prevzel vlogo zlobnega »Hollywood« Hulka Hogana, vodje priljubljene skupine New World Order (nWo). Tako je postal pomembna osebnost v Monday Night War, še enem razcvetu profesionalne rokoborbe. Trikrat je bil glavna zvezda letnega paradnega dogodka WCW Starrcade (leta 1994, 1996 in 1997), pri čemer je bila izdaja iz leta 1997 najbolj donosna pay-per-view WCW prireditev v zgodovini franšize.
Hogan se je vrnil v WWF leta 2002 po prevzemu WCW v prejšnjem letu in osvojil naslov Nespornega prvaka WWF za svojčas rekordni šesti naslov, preden je odšel leta 2003. Leta 2005 je bil sprejet v Hram slavnih WWE, leta 2020 pa še enkrat kot član nWo. Hogan je nastopal tudi za American Wrestling Association (AWA), kjer je bil glavna zvezda prve AWA superkarte v zaprtem krogu, v Super Sunday leta 1983, v New Japan Pro-Wrestling (NJPW), kjer je bil prvi zmagovalec prvotnega težkokategornega prvenstva IWGP in v Total Nonstop Action Wrestling (TNA).
Med in po koncu kariere v wrestlingu je Hogan imel bogato igralsko kariero, ki se je začela z vlogo v filmu Rocky III leta 1982. Igral je v več filmih (med drugim v No Holds Barred, Suburban Commando in Mr. Nanny) in treh televizijskih serijah (Hogan Knows Best, Thunder in Paradise in China, IL), pa tudi v reklamah za Right Guard in videoigri Hulk Hogan's Main Event. Bil je frontman skupine The Wrestling Boot Band, katere edini album, Hulk Rules, je leta 1995 dosegel 12. mesto na lestvici Billboard Top Kid Audio.
Hogan je umrl zaradi srčnega zastoja 24. julija 2025 v starosti 71 let.